# درونی‌سازی
درونی‌سازی یا درونی کردن (به انگلیسی: Internalization)، فرایند ساختن چیزی درونی با معانی خاص‌تر در زمینه‌های مختلف و برعکس بیرونی کردن است.

## روان‌شناسی و جامعه‌شناسی
در روان‌شناسی، درونی کردن نتیجه استدلال ذهن خودآگاه دربارهٔ یک موضوع خاص است. موضوع درونی است و توجه به موضوع نیز درونی است. درونی‌سازی آرمان‌ها ممکن است پس از تغییر دین یا به‌طور کلی‌تر در فرایند تبدیل اخلاقی صورت گیرد. درونی‌سازی مستقیماً با یادگیری در یک جاندر (یا کسب‌وکار) و یادآوری آموخته‌ها مرتبط است.

### به عنوان یک علامت
در روان‌شناسی رفتاری، مفهوم درون‌سازی ممکن است به اختلال‌ها و رفتارهایی اشاره داشته باشد که در آن‌ها فرد با عوامل استرس‌زا به‌گونه‌ای برخورد می‌کند که از بیرون مشخص نیست. این اختلال‌ها و رفتارها عبارتند از: افسردگی، اختلال اضطراب، پرخوری عصبی و بی‌اشتهایی.

## زیست‌شناسی
در علومی مانند زیست‌شناسی، درونی‌سازی اصطلاح دیگری برای اندوسیتوز است که در آن مولکول‌هایی مانند پروتئین‌ها توسط غشای سلولی غرق شده و به داخل سلول کشیده می‌شوند.